# Indústria valenciana de la joguina
La indústria valenciana de la joguina ha estat líder en el seu sector a tot l'estat espanyol durant la major part del segle xx. Es va iniciar a diversos pobles de la Foia de Castalla, a l'Alcoià, especialment Ibi i Onil, a finals del segle xix o els primers anys del segle xx, i pràcticament es va extingir, deixant el lloc a altres sectors industrials, els anys 90.

## Història

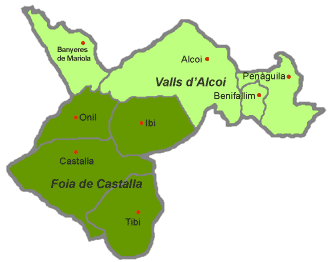
La Foia de Castalla, dins de l'Alcoià.

### Les nines d'Onil
La població d'Onil, des de finals del segle xix, ha estat tradicionalment una localitat productora de nines. Des que Ramón Mira Vidal es decidís a fabricar nines de fang, copiant la idea de fabricants francesos, anglesos i alemanys, moltes petites empreses i tallers de la localitat es van dedicar a aquest ofici. No obstant això, a mitjan segle xx, amb l'aparició del plàstic, material molt més barat i fàcil de treballar que els materials tradicionals, va provocar que molts dels tallers tradicionals de nines es veiessin davant d'una situació complicada. Els era gairebé impossible adquirir maquinària nova per renovar-se i les nines que fabricaven eren laborioses de fabricar, cares de vendre i, a més, ja es consideraven passades de moda. La solució a aquesta acumulació de problemes va arribar el 1957, amb l'acord entre 25 d'aquestes petites empreses per crear Famosa (Fábricas Agrupadas de Muñecas de Onil, Sociedad Anónima).

### Les joguines de llauna d'Ibi
A Ibi, la primera activitat protoindustrial del poble va ser la producció i distribució de neu per conservar els aliments. La neu s'emmagatzemava durant l'hivern i es transformava en gel dins dels "pous de neu" o "caves". Ja a l'estiu, el gel es transportava a les llotges de peix de la costa, on servia per mantenir el peix fresc més temps. També es va començar a emprar el gel com a matèria primera per a la fabricació de gelats, que els iberuts més audaços elaboraven i venien per tota la península Ibèrica i, fins i tot, pel nord d'Àfrica.

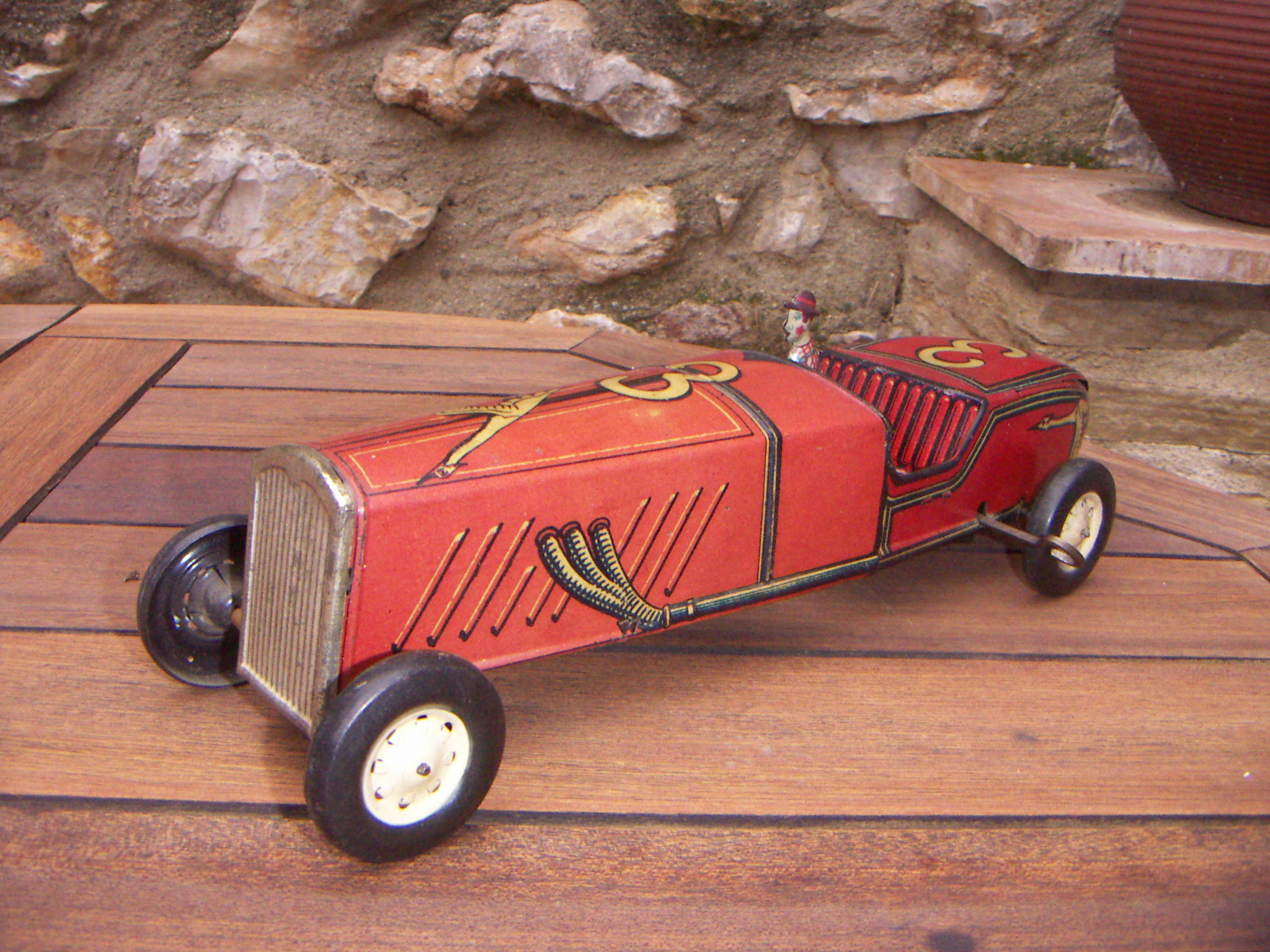
Cotxe amb mecanisme de corda fet de llauna

Cap al 1905, una família de "llanders" d'Ibi, els Payà, a més d'assortir als gelaters dels contenidors que els calien per transportar els gelats, va començar a vendre pels mercats de la comarca, juntament amb els seus productes destinats al públic adult, una àmplia varietat de plats, tasses, olles, regadores, i altres estris de llauna en miniatura destinats al joc infantil. Durant algun temps van compatibilitzar la seva activitat tradicional amb la fabricació de les primeres joguines. Probablement la indústria de la joguina es va convertir aviat en una activitat rendible perquè el 1909 la família Payà ja es va presentar com a fabricant de joguines a una Exposició Regional Valenciana, i hi va aconseguir una medalla d'or i un diploma meritori.
En els seus primers anys de funcionament, els germans Payà van anar adquirint bon nombre de joguines de procedència espanyola i estrangera, utilitzats per conèixer les tendències del mercat i investigar millores en la qualitat dels seus productes. Durant els seus viatges a l'estranger, Raimundo Payá comprava dues unitats de les millors joguines que veia. Una d'elles era desmuntada per tal de conèixer els seus mecanismes i les peces que la componien; l'altra era conservada com a mostra. Amb el temps, l'empresa va esdevindre propietària d'una valuosíssima col·lecció, especialment de joguines de llauna.
A partir d'aquí, la indústria de la joguina es va consolidar a Ibi molt ràpidament. El 1910, un extreballador de Payà anomenat Rico es va establir pel seu compte, el 1912 es va constituir formalment "Payá Hermanos, SA", i uns anys més tard va ser el torn de "Rico, SA". El 1925 es creà la tercera fàbrica local, "Juguetes y Estuches, SA" (JIESA), fundada també per antics operaris de "Payá Hermanos". En aquells anys de preguerra, es va viure una autèntica edat d'or en la fabricació de joguines de llauna. En poc temps, els Payà van aconseguir crear una de les empreses de fabricació de joguines més puixants de tot l'Estat espanyol, comptant, ja en els anys trenta, amb més de 500 treballadors. Payà i Rico rivalitzaven en qualitat i diversitat dels seus productes, aconseguint un moment culminant durant l'època republicana, amb més de 500 models diferents en els seus respectius catàlegs de venda. Després del parèntesi de la guerra civil, els anys quaranta es va patir una certa decadència a causa de la falta de matèria primera i per la poca demanda. Això no obstant, l'expansió de les primeres joguines de plàstic en els anys cinquanta, van transformar definitivament aquesta indústria al diversificar la producció, reduir costos i provocar una eclosió de tallers auxiliars i de noves fàbriques, conformant d'aquesta manera a Ibi com el gran centre productor espanyol de joguines.

### L'actualitat
Després de la conversió en cooperativa, el 1984, la nova "Payá, SCVL" va cedir la col·lecció de joguines antigues, com a aportació inicial, a l'Ajuntament d'Ibi, que va demanar l'ajut del Govern de la Generalitat Valenciana i de la Caixa d'Estalvis del Mediterrani per crear el Museu Valencià del Joguet d'Ibi, cosa que es va aconseguir el 1990, amb una col·lecció de 444 joguines ordenades pels entorns o ambients figuratius que representen.
Actualment la cooperativa Payà està especialitzada en reproduccions de les joguines de llauna de la seva primera època, destinades al mercat del col·leccionisme. Després de superar la crisi de la joguina dels anys 90, la base de l'economia comarcal de la Foia de Castalla és ara la indústria de processos industrials, principalment els relacionats amb els sectors del metall i dels plàstics.